# 199
Het jaar 199 is het 99e jaar in de 2e eeuw volgens de christelijke jaartelling.

## Gebeurtenissen

### Italië
- Zefyrinus (199 - 217) volgt Victor I op als de vijftiende paus van Rome. Hij bestrijdt gnostieke leringen, montanisme en modalisme. De Katholieke Kerk wordt gedomineerd door conflicten over de Drie-eenheid.
- De apocriefe teksten uit het evangelie van Thomas (Handelingen van Thomas) en het Kindheidsevangelie worden op schrift gesteld.

### Parthië
- Keizer Septimius Severus verovert in Mesopotamië de stad Hatra (huidige Irak). Hij vestigt bij de rijksgrens (Limes) aan de Tigris twee legioenen, versterkt met Parthische huurtroepen (auxilia).

## Overleden
- Lü Bu, Chinees veldheer
- Victor I, paus van Rome